# Сентрал-Айсліп (Нью-Йорк)
Сентрал-Айсліп (англ. Central Islip) — переписна місцевість (CDP) в США, в окрузі Саффолк штату Нью-Йорк. Населення — 36 714 особи (2020).

## Географія
Сентрал-Айсліп розташований за координатами 40°47′2″ пн. ш. 73°11′40″ зх. д. / 40.78389° пн. ш. 73.19444° зх. д. (40.783767, -73.194479).  За даними Бюро перепису населення США в 2010 році переписна місцевість мала площу 18,42 км², уся площа — суходіл.

## Демографія
Згідно з переписом 2010 року, у переписній місцевості мешкало 34 450 осіб у 9365 домогосподарствах у складі 6928 родин. Густота населення становила 1870 осіб/км².  Було 9961 помешкання (541/км²).
Расовий склад населення:
| - 43,6 % — білих - 25,0 % — чорних або афроамериканців - 3,4 % — азіатів - 0,9 % — корінних американців - 21,3 % — осіб інших рас |

До двох чи більше рас належало 5,9 %. Частка іспаномовних становила 52,1 % від усіх жителів.
За віковим діапазоном населення розподілялося таким чином: 26,6 % — особи молодші 18 років, 64,9 % — особи у віці 18—64 років, 8,5 % — особи у віці 65 років та старші. Медіана віку мешканця становила 32,6 року. На 100 осіб жіночої статі у переписній місцевості припадало 98,5 чоловіків;  на 100 жінок у віці від 18 років та старших — 96,7 чоловіків також старших 18 років.
Середній дохід на одне домашнє господарство  становив 76 562 долари США (медіана — 66 430), а середній дохід на одну сім'ю — 81 551 долар (медіана — 68 231). Медіана доходів становила 41 062 долари для чоловіків та 36 902 долари для жінок. За межею бідності перебувало 13,1 % осіб, у тому числі 17,7 % дітей у віці до 18 років та 13,0 % осіб у віці 65 років та старших.
Цивільне працевлаштоване населення становило 16 461 особа. Основні галузі зайнятості: освіта, охорона здоров'я та соціальна допомога — 22,8 %, виробництво — 15,9 %, роздрібна торгівля — 11,9 %, науковці, спеціалісти, менеджери — 9,5 %.